# География Судана

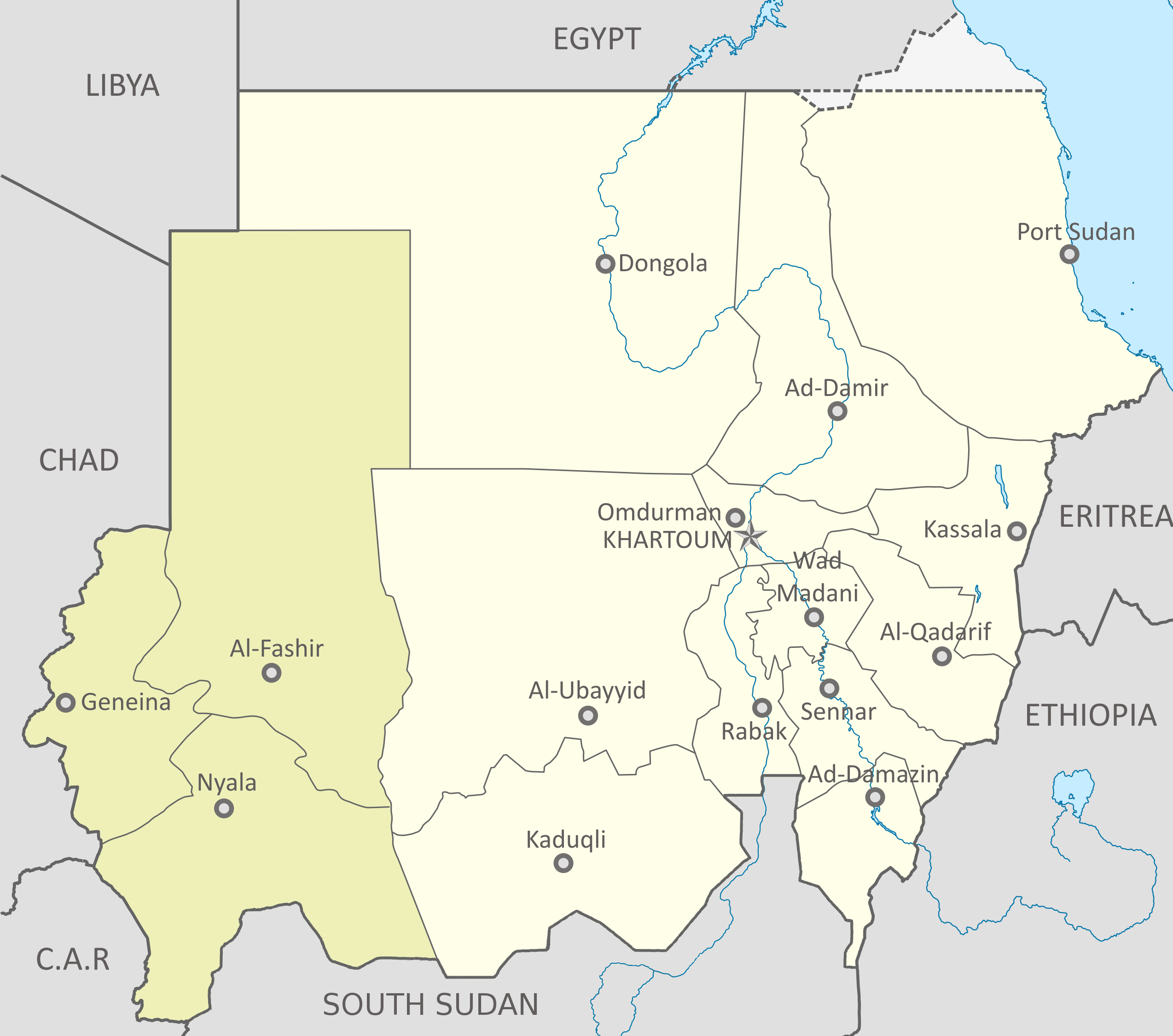
Карта Судана

Политическая карта регионов и спорных территорий Судана:
Южный Судан (вкл. Экватория и Бахр-эль-Газаль)
Дарфур
Беджа
Район Абьей, спорная территория
Южный Кордофан и Голубой Нил, спорные территории

Государство Судан находится на северо-востоке Африки. До 9 июля 2011 года была самой большой по территории страной на континенте, а после отделения Южного Судана является третьей по площади страной континента (после Алжира и Демократической Республики Конго). Площадь — 1,886,068 км². Протяженность береговой линии — 853 км (Красное море).
Протяженность границ с Египтом — 1273 км, Эритреей — 605 км, Эфиопией — 723 км, Южным Суданом — 1937 км, Центральноафриканской Республикой — 483 км, Чадом — 1360 км, Ливией — 383 км.
Большую часть территории Судана занимает плато (высоты 300—1000 метров), которое с юга на север пересекает долина реки Нил, образуемой слиянием Белого и Голубого Нила. В районе слияния находится столица страны, Хартум. Все реки относятся к бассейну Нила. Они используются как источники орошения, естественные водные пути, содержат также значительные запасы гидроэнергии.
На севере страны — Ливийская и Нубийская пустыни, почти лишённые растительности (в тех пустынях есть: сухие травы и злаки, редкие деревья, полупустыни и оазисы). В центре страны — саванны и речные редколесья.
На юге — тропические леса. На востоке и западе — горы.
На юге климат субэкваториальный жаркий полупустынный, на севере — жаркий пустынный. Основные экологические проблемы — эрозия почвы и опустынивание.
Северная часть страны некогда была основной частью Нубии. Имеющими исторические и этнические особенности и отличия крупными регионами страны являются Дарфур, Кордофан, Сеннар, Беджа.
На западе страны, на плато Дарфур, находится высшая точка страны — вулкан Марра 3042 м.